# Sant Pere de Lladrós
Sant Pere de Lladrós és l'església parroquial del poble de Lladrós, a la comarca del Pallars Sobirà, dins de l'antic terme d'Estaon. És una església del segle xviii, situada en el centre del poble.

## Descripció
Església d'una sola nau, dividida en quatre trams i capelles laterals, amb capçalera rectangular a l'est i porta que s'obre a la façana oest, sota el pinyó de la coberta de llicorella a dues vessants. Per damunt la porta hi ha un òcul. Al costat de migdia de la façana s'aixeca el campanar, de forma octogonal per sobre de l'alçada de la nau, rematat per un xapitell de llicorella.